# Léon Vaillant
Louis Léon Vaillant (Paris, 11 de novembro de 1834 – Paris, 24 de novembro de 1914) foi um zoólogo francês.

## Biografia
Seu pai, Auguste Nicolas Vaillant, foi um oficial da marinha francesa. Vaillant estudou medicina e zoologia em Paris. Em 1861, obteve seu título de doutor de medicina porém continuou as suas pesquisas zoológicas sob a direção de Henri Milne-Edwards (1800-1885). Recebeu o doutorado de ciências naturais em 1865.
Seu primeiro trabalho foi sobre os invertebrados, mudando o seu foco de atuação a partir de 1872. Com a morte de Auguste Duméril (1812-1870), em 1848, ficou vago a cátedra de répteis e peixes do Museu Nacional de História Natural de Paris. Vaillant foi convidado para ocupar o posto, porém Emile Blanchard (1819-1900), que ocupou esta função durante suas férias, desejou também ocupar o posto. Finalmente, Vaillant foi o escolhido. Além das suas funções de docente, participou das expedições navais francesas no "Travailleur" em 1880, 1881 e 1882, e no "Talisman" em 1883.
Tornou-se famoso pelos seus trabalhos nas áreas de herpetologia, malacologia e ictiologia.
As suas coleções herpetológicas e ictiológicas do Museu se transformaram nas mais importantes do mundo, existindo entre elas numerosos espécimes. Estes espécimes estavam armazenados em diversos lugares do museu e, também, espalhados em diversos locais em torno da capital. Vaillant supervisionou então a construção de um novo edifício para o museu, em 1889, transferindo para lá as suas coleções.
Entre os 260 títulos que fazem parte da sua bibliografia, é considerado o mais importante o volume que descreve sobre as tartarugas e sobre os crocodilos (1910), publicado na série  Histoire physique, naturelle et politique de Madagascar.